# 治療必要数
治療必要数（ちりょうひつようすう、英語: Number needed to treat）、治療効果発現必要症例数、治療必要人数、英語の頭字語よりNNT（エヌエヌティー）ともされるものは、疫学の指標の一つ。あるエンドポイントに到達する患者を1人減らすために、何人の患者の治療を必要とするかを表したものである。この数値は絶対リスク減少率 (absolute risk reduction) の逆数となる。1988年にはじめて論文に記載された。
例えば、大腸癌のリスクを半分にする架空の薬剤があるとする。大腸癌の発症危険性を5年間で3000分の1とする。この場合、5年間治療を継続した場合の治療必要数は6000になる。すなわち、この薬で6000人を治療することで、大腸癌になる人の数は1人減る（2人から1人になるため）ことが想定される。
一般に、治療必要数は2種の治療「A」と「B」に基づいて計算される。ここで「A」は薬剤治療（上記の例では架空の薬剤での5年間の治療）、「B」はプラセボ（偽薬）（上記の例では治療を行わなかったとする仮定）である。治療必要数を述べる際には、エンドポイントが定義され明示される必要がある（上記の例では、5年間の大腸癌の発症）。もしpA（Aの治療時のエンドポイント発生確率）とpB（Bの治療時のエンドポイント発生確率）がわかっていれば、治療必要数は1/(pB-pA)で求めることができる。
治療必要数は薬剤経済学において重要な指標である。もし、臨床的エンドポイントが死亡や、心筋梗塞の様な重大疾患であれば、治療必要数が高い薬剤であっても状況によって使われることはありうる。それに対し、エンドポイントが重大なものでなければ、（特にアメリカ合衆国のように民間医療保険が発達している国では）治療必要数の高い薬に対する支払い請求を保険会社が拒否することも起こりうる。